# Mwandishi
Mwandishi från 1971 är ett musikalbum av jazzpianisten Herbie Hancock. Mwandishi är ett swahili-namn som Hancock använde under sent 1960- och tidigt 1970-tal. De övriga medlemmarna i sextetten tog också liknande namn (se ”Medverkande” nedan).

## Låtlista
Musiken är komponerad av Herbie Hancock om inget annat anges.
1. Ostinato (Suite for Angela) – 13:10
2. You'll Know When You Get There – 10:22
3. Wandering Spirit Song (Julian Priester) – 21:27

## Medverkande
- Mwandishi (Herbie Hancock) – Fender Rhodes piano
- Mwile (Bennie Maupin) – basklarinett, altflöjt, piccolaflöjt
- Mganga (Eddie Henderson) – trumpet, flygelhorn
- Pepo Mtoto (Julian Priester) – tenortrombon, bastrombon
- Mchezaji (Buster Williams) – bas
- Jabali (Billy Hart) – trummor
- Leon "Ndugu" Chancler – trummor, slagverk
- Ronnie Montrose – gitarr (spår 1)
- Cepito (Jose Areas) – congas, timbales (spår 1)